# Towm-e Balūchān
Towm-e Balūchān (persiska: تُنب بَلوچان, تم بلوچان, توم بلوجان, Tonb Balūchān) är en ort i Iran.   Den ligger i provinsen Hormozgan, i den sydöstra delen av landet, 1 100 km sydost om huvudstaden Teheran. Towm-e Balūchān ligger 22 meter över havet och antalet invånare är 195.
Terrängen runt Towm-e Balūchān är platt. Runt Towm-e Balūchān är det ganska glesbefolkat, med 25 invånare per kvadratkilometer. Närmaste större samhälle är Mīnāb, 7,6 km öster om Towm-e Balūchān. Omgivningarna runt Towm-e Balūchān är i huvudsak ett öppet busklandskap.